# Santander
Santander tengerparti város Észak-Spanyolországban, Kantábria autonóm közösségének északi részén.
Lakossága 172 726 fő volt 2023-ban. Tengeri kikötő, iparváros, a Vizcayai-öböl üdülőhelye. Kantábria tartomány fővárosa.

## Gazdaság
Főbb iparágai: hajógyártás, kőolaj-finomítás, bőrfeldolgozás, vegyipar, hírközlés, gépgyártás.

## Éghajlat
| Hónap                                   | Jan. | Feb. | Már. | Ápr. | Máj. | Jún. | Júl. | Aug. | Szep. | Okt. | Nov. | Dec. | Év   |
| --------------------------------------- | ---- | ---- | ---- | ---- | ---- | ---- | ---- | ---- | ----- | ---- | ---- | ---- | ---- |
| Átlagos max. hőmérséklet (°C)           | 13,6 | 13,8 | 15,7 | 16,6 | 19,1 | 21,6 | 23,6 | 24,2 | 22,8  | 20,3 | 16,3 | 14,2 | 18,5 |
| Átlagos min. hőmérséklet (°C)           | 5,8  | 5,7  | 7,0  | 8,3  | 11,1 | 13,9 | 16,0 | 16,4 | 14,4  | 11,8 | 8,7  | 6,7  | 10,5 |
| Átl. csapadékmennyiség (mm)             | 106  | 92   | 88   | 102  | 78   | 58   | 52   | 73   | 83    | 120  | 157  | 118  | 1127 |
| Havi napsütéses órák száma              | 85   | 104  | 135  | 149  | 172  | 178  | 187  | 180  | 160   | 129  | 93   | 74   | 1646 |
| Forrás: Agencia Estatal de Meteorología |      |      |      |      |      |      |      |      |       |      |      |      |      |

## Kultúra
Santander nagy hagyományokkal és kulturális tevékenységgel rendelkezik, olyan eseményekkel, amelyek fontos szerepet játszanak a város kulturális és társadalmi életében. Az UIMP, nemzetközi nagy zenei és táncfesztiválokat szervez. A Festival Internacional de Santander (FIS), az Órgano művészeti fesztivál (FiMÓC), a Música y Academia és a Paloma O'Shea nemzetközi zongoraverseny a legfontosabb kulturális események a városban.
Santander konyhája elsősorban a tenger gyümölcsein alapszik. A népszerű kagylók közé tartozik az almeja és az ensis; a kedvelt halak közé tartoznak a mullus, a vörös tengeri sügér, a szardella, a farkas sügér és a szardínia; továbbá kalmárt és tintahalat is gyakran fogyasztanak.

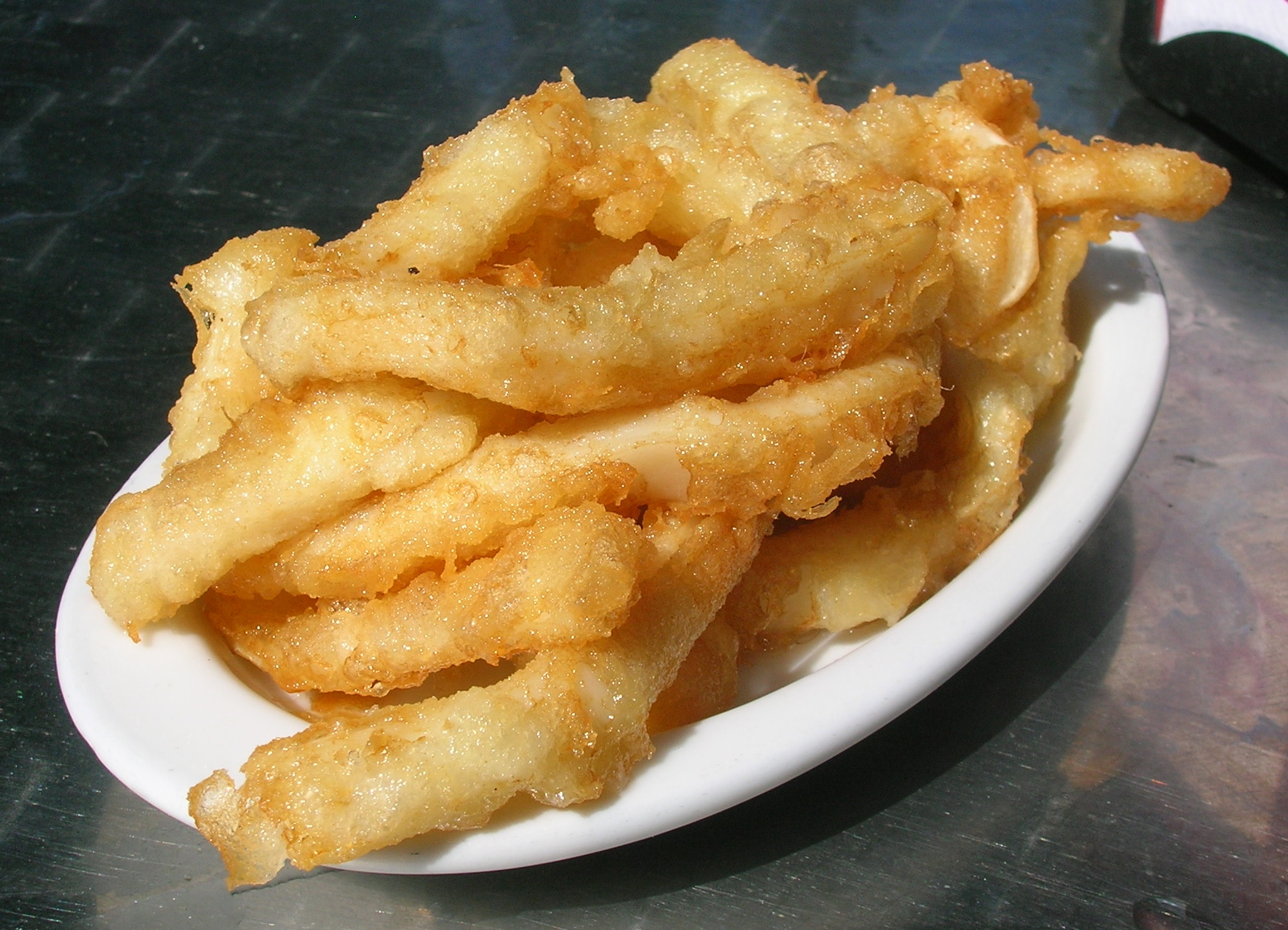
Rabas

Santander jellegzetes étele a rabas, a kettős fánk, a cocido montañés nevű babos csirke, valamint a morguera termékek.

## Népesség
A település népessége a legutóbbi években az alábbi módon változott:
| Lakosok száma | 185 231 | 183 799 | 181 802 | 182 700 | 178 465 | 175 736 | 171 951 | 172 539 | 171 693 | 174 101 |
|               | 2001    | 2004    | 2007    | 2009    | 2012    | 2014    | 2017    | 2019    | 2022    | 2024    |

## Látnivalók
Belvárosát az 1941-es tűzvész után újraépítették. Nevezetes múzeumai közé tartozik a Szépművészeti Múzeum, ahol Goya, Zurbarán, Mengs és helyi festők művei láthatók, a Tengeri Múzeum, ahol például ritka bálnacsontvázakat és mintegy 350 helyi halfajt mutatnak be, illetve az Őskori és Régészeti múzeum, ahol a kantábriai barlangok leleteit állították ki. Santander emblematikus épülete a 20. században királyi rezidenciaként használt Magdalena palota is.
A város közelében az Altamira-barlangokban 13 000-20 000 éves, kőkorszaki festményekkel díszített barlangokat fedeztek fel az 1800-as évek végén. Ez korlátozott keretek között látogatható.

## Sportélete
A város leghíresebb labdarúgócsapatát, a Racing de Santandert 1913-ban alapították. 1931-ben ezüstérmes lett a spanyol élvonalban. Ez az eddigi legjobb helyezése. Jelenleg  a spanyol másodosztályban szerepel. Stadionja az Estadio El Sardinero, amelyben 22400 néző fér el. 

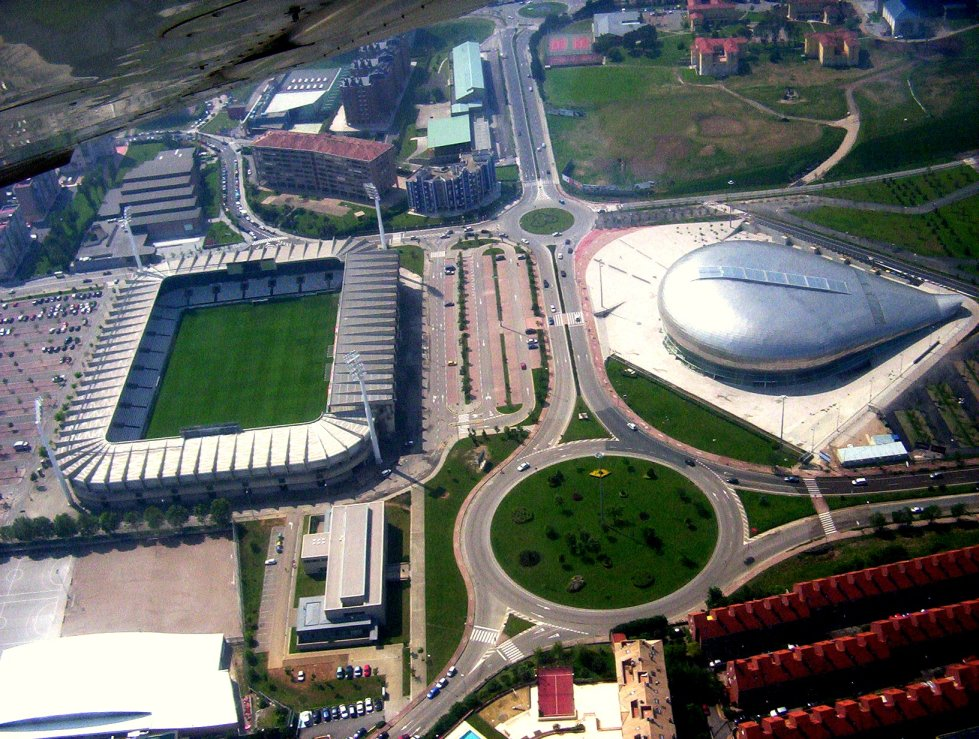
Estadio El Sardinero

A Palacio de Deportes de Santander egy 6000 fős aréna, amelyet kézilabda- és kosárlabda-mérkőzésekre használnak.